# The Invisible Man (serie de televisión de 1975)
The Invisible Man (El hombre invisible en Hispanoamérica), es una serie televisiva de ciencia ficción estrenada el año de 1975 en NBC, inspirada en la novela homónima  de H. G. Wells.

## Trama
El Dr. Daniel Westin (David McCallum) y su esposa la Dra. Kate Westin trabajan en una empresa llamada Klae Corporation en experimentos de desintegración molecular y descubren que el efecto secundario producido durante las investigaciones es la invisibilidad de los objetos. El Dr. Daniel decide entonces experimentar en animales a fin de encontrar aplicaciones médicas a su descubrimiento. Sin embargo, su jefe desea emplear sus logros con fines bélicos, por lo que el científico decide experimentar en sí mismo y destruir su invento.
Debido a que el efecto del proceso es ya irreversible decide ir con su amigo el Dr. Nick Maggio, famoso cirujano plástico quien le crea una máscara y un par de guantes con un material especial llamado Dermaplex,de consistencia idéntica a la piel humana. Esto le facilitará al Dr. Westin aparecer en público.

## Reparto
- David McCallum como el Dr. Daniel Westin
- Melinda O. Fee como Kate Westin.
- Craig Stevens como Walter Carlson.
- Jackie Cooper como Walter Carlson (solo episodio piloto).